# FC Superfund
FC Superfund, österrikisk fotbollsförening från Linzförorten Pasching, Oberösterreich. Klubben grundades 1946 som ATSV Pasching, bytte 1999 namn till SV Pasching, sedermera SV PlusCity Pasching och sedan 2003 FC Superfund. Namnet FC Superfund härrör från huvudsponsorn Superfunds namn, tillika det namn föreningen antagit som sitt klubbnamn. Säsongen 2005/2006 placerade sig Superfund på tredje plats i Bundesliga.